# Making a Name
Making a Name is het eerste album van BZN na hun omslag in de muziek. Het werd uitgebracht op elpee en muziekcassette in 1977. Het is het tweede en laatste album dat BZN heeft gemaakt met Negram (eerst was er The Bastard), voordat ze overstapten naar Phonogram. Making a Name werd snel goud en even later platina. Dit was de eerste keer voor BZN dat ze ergens platina voor kregen. Dit album bleef 15 weken in de Elpee top 50 staan, waarvan twee weken op positie nummer 4. Making a Name is uitgebracht in Nederland, België en Duitsland. Ter promotie werd er een muziekspecial gemaakt, opgenomen op locatie in Frankrijk en in een studio in Hilversum.
Op dit album zijn elf nummers te vinden. Hieronder zijn drie liedjes die op single zijn uitgebracht, namelijk Mon amour (werd nummer 1 en stond 14 weken in de top 40), Sevilla (werd een nummer 4 en stond 13 weken in de top 40) en Don't say goodbye (werd nummer 2 en stond 10 weken in de Nederlandse top 40).

## Tracklist
Kant A
1. A barroom in the night (4:07) [Th. Tol/J. Tuijp/C. Tol]
2. Sevilla (3:00) [Th. Tol/J. Tuijp/C. Tol]
3. In my heart (3:12) [Th. Tol/J. Tuijp/C. Tol]
4. Montmartre (4:02) [Th. Tol/J. Tuijp/C. Tol]
5. Only to you (3:58) [Th. Tol/J. Tuijp/C. Tol]

Kant B
1. Mon amour (4:05) [Th. Tol/J. Keizer]
2. Dreamin' (3:59) [Th. Tol/J. Tuijp/C. Tol]
3. My illusion (3:48) [Th. Tol/J. Tuijp/C. Tol]
4. Reggae, reggae (3:18) [Th. Tol/J. Tuijp/C. Tol]
5. Don't say goodbye (3:58) [Th. Tol/J. Tuijp/C. Tol/J. Keizer]
6. L'adieu (3:33) [Th. Tol/C. Tol/J. Keizer]